# Dom (retsvæsen)
 For alternative betydninger, se Dom. (Se også artikler, som begynder med Dom)
En dom er en form for retsafgørelse, der i modsætning til kendelser og beslutninger afslutter sagens behandling ved retten. 

## Indhold
Retsplejelovens § 218 a, stk. 1 indeholder nogle overskriftsprægede krav til en doms indhold, og en almindelig dom vil derfor indeholde:
- Indledning med hovedanbringender
- Parternes påstande
- Sagsfremstilling
- Erklæringer til brug for sagen, navnlig syns- og skønserklæringer
- Parts- og vidneforklaringer
- Proceduren, herunder anbringender
- Begrundelse og resultat (præmisser)
- Domskonklusionen[1]

## Terminologi
En dom "ankes" hvis en part søger at få den omstødt, hvorimod kendelser og beslutninger "kæres".